# Christian Abart
Christian Abart es un actor francés nacido en 1959 en el País Vasco.

## Biografía
Actor y cantante profesional desde 1981, ha trabajado en el teatro ( Nunzio de Spiro Scimone ), en el cine ( Tel père telle fille de Olivier de Plas ), en la televisión ( Préjudices de Frédéric Berthe ), en la publicidad (CIC, AOL,Babybel ) y en espectáculos musicales ( Tralala ).
Fue parte del reparto francés del Rey León, puesta en escena por  Julie Taymor, basada en la película de la Disney, representada en París en el Teatro Mogador desde octubre de 2007.Interpreta el papel de Timón. Este espectáculo obtuvo tres premios en la ceremonia de los Premio Molière de 2008 : Mejor musical, mejor vestuario y mejor iluminación.

## Filmografía
- 1987: Noyade interdite de Pierre Granier-Deferre.
- 1990: La femme des autres de Jean Marbœuf.
- 1991: Les carnassiers de Yves Boisset.
- 1992: Une maman dans la ville de Miguel Courtois.
- 1992: Un flic pourri de Josée Dayan.
- 2003: Blague à part de Olivier Barma.
- 2003: Le bleu de l'océan de Didier Albert.
- 2006: Préjudices de Frédéric Berthe.
- 2007: Tel père telle fille de Olivier de Plas.
- 2008: Celluloïd Gangster de Hugo Pivois.
- 2009: Bulles de Vian de Marc Hollogne.
- 2010: L'Autre Dumas de Safy Nebbou.